# Cochoapa el Grande
Cochoapa el Grande là một đô thị thuộc bang Guerrero, México. Năm 2005, dân số của đô thị này là 15572 người.